# سالم بن قتيبة
أبو عبد الله سالم بن قتيبة بن مسلم الباهلي، هو قائد مسلم ووالي وقائد عسكري خلال الدولتين الأموية والعباسية. وهو ابن الفاتح الباهلي قتيبة بن مسلم، الذي ولى خراسان وغزا بلاد ما وراء النهر في زمن الخلافة الأموية.
يذكر الطبري أنه عندما أصبح يوسف بن عمر واليًا على العراق عام 738م، فكر في جعل سالم حاكماً لخراسان، لكن الخليفة هشام بن عبد الملك رفض اختياره، وعين نصر بن سيار بدلاً منه.  ثم ولى البصرة في عهد يزيد بن عمر بن هبيرة. وفي 749م، مع دخول قوات الثورة العباسية العراق، عين القائد العباسي الحسن بن قحطبة سفيان بن معاوية بن يزيد بن المهلب واليًا على البصرة وأرسله للاستيلاء على المدينة. وواجه سالم بمساعدة قوات قيس ومضر معاوية بن سفيان الذي قُتل. ثم تخلى سفيان عن مسيرته في البصرة. واحتفظ سالم بالسيطرة على المدينة حتى تلقى نبأ وفاة يزيد بن عمر فتركها.
بعد إقامة الخلافة العباسية عام 750م، ولي سالم في عهد الخليفة المنصور الري والبصرة. وأثناء الثورة العلوية 762-763 ولي الري، وطلب منه المنصور الحضور للمساعدة في قمع التمرد. وفي 763م ولى البصرة، حتى عُزل بمحمد بن سليمان بن علي في العام التالي (146 هـ، 764م). وتوفي عام 148 هـ/ 766م.
استمر أبناؤه عمرو والمثنى وسعيد وإبراهيم وكثير ونسلهم في شغل العديد من المناصب العليا كولاة وقادة عسكريين في الدولة العباسية.